# Плавер (містечко, Вісконсин)
Плавер (англ. Plover) — місто (англ. town) в США, в окрузі Портедж штату Вісконсин. Населення — 1565 осіб (2020).

## Демографія
Згідно з переписом 2010 року, у місті мешкала 1701 особа в 639 домогосподарствах у складі 497 родин. Було 678 помешкань
Расовий склад населення:
| - 93,9 % — білих - 2,1 % — азіатів - 0,4 % — корінних американців - 0,2 % — чорних або афроамериканців - 2,2 % — осіб інших рас |

До двох чи більше рас належало 1,2 %. Частка іспаномовних становила 4,2 % від усіх жителів.
За віковим діапазоном населення розподілялося таким чином: 23,0 % — особи молодші 18 років, 66,0 % — особи у віці 18—64 років, 11,0 % — особи у віці 65 років та старші. Медіана віку мешканця становила 42,1 року. На 100 осіб жіночої статі у місті припадало 105,7 чоловіків;  на 100 жінок у віці від 18 років та старших — 107,9 чоловіків також старших 18 років.
Середній дохід на одне домашнє господарство  становив 85 614 долари США (медіана — 77 917), а середній дохід на одну сім'ю — 96 803 долари (медіана — 90 893). Медіана доходів становила 52 697 доларів для чоловіків та 36 875 доларів для жінок. За межею бідності перебувало 6,4 % осіб, у тому числі 7,6 % дітей у віці до 18 років та 8,3 % осіб у віці 65 років та старших.
Цивільне працевлаштоване населення становило 851 особа. Основні галузі зайнятості: освіта, охорона здоров'я та соціальна допомога — 17,6 %, виробництво — 17,3 %, фінанси, страхування та нерухомість — 12,9 %, роздрібна торгівля — 9,9 %.